# Stjepan Blažetin
Dr. Stjepan Blažetin (u mađ. dokumentima Blazsetin István ) (Velika Kaniža, 7. siječnja 1963.) je priznati hrvatski pjesnik u Mađarskoj, književni teoretičar, književni povjesničar i kritičar, antologičar, kroatist i prevoditelj. Prevodi s mađarskog jezika. Među ostalim, preveo je s mađarskog na hrvatski "Paklene priče" Tvrtka Vujića, "mađarskog Šimića" Miklósa Radnótija, romane "Žena" i "Pomoćni glagoli srca" Pétera Esterházyja.

## Životopis
Sin je hrvatskog pjesnika iz Mađarske Stipana Blažetina. Ni on ni njegov otac nisu smjeli dobiti hrvatsko ime kad su se rodili, jer je bilo dopušteno samo mađarsko, pa su obojica u dokumentima "István".
Studirao je na zagrebačkom Filozofskom fakultetu na kojem je 1988. diplomirao jugoslavistiku, a 8 godina poslije je magistrirao na temi Književnosti Hrvata u Mađarskoj od 1918. do danas.
Djelatnik je kroatističke katedre na Filozofskom fakultetu Sveučilišta Janus Pannonius u Pečuhu. Znanstveni je tajnik Znanstvenog zavoda Hrvata u Mađarskoj.
Povremeni je sudionik je Međunarodnog znanstvenog skupa "Riječki filološki dani", na kojima je sudjelovao s izlaganjima na temu "Mađarske antologije hrvatskoga pjesništva od II. svjetskog rata do danas", ""Kiklop" Ranka Marinkovića na mađarskom jeziku".
Pisao je i za tradicionalni godišnjak Hrvatske državne samouprave iz Budimpešte Hrvatski kalendar.
Pjesnički se aktivirao 1991., a prvo objavljeno izdanje je zajednička zbirka sa srpskim pjesnikom iz Mađarske Dragomirom Dujmovim. Pjesmama Stjepana Blažetina je hrvatsko pjesništvo u Mađarskoj ušlo u postmodernu. U pjesmama mu se osjeća utjecaj Joje Ricova.

## Djela
- Generacijska antologija, zbirka pjesama, 1991. (Blažetinov dio knjige je naslovljen Krhotine; dio knjige Dragomira Dujmova nosi naslov Pesme/Pjesme)
- Porcija besmisla zb(i)rka (predstavljena na Danima Balinta Vujkova 2003.),
- Književnost Hrvata u Mađarskoj od 1918. do danas, 1998., dobitnica Srebrne povelje Matice hrvatske 2000.
- Rasuto biserje, antologija hrvatske poezije u Mađarskoj 1945. – 2000. (urednik)
- Dječja književnost Hrvata u Mađarskoj od 1945. do danas, 2000.
- Mala antologija dječje poezije iz Mađarske, 2000.

## Vanjske poveznice
- Radio Subotica  Arhivirana inačica izvorne stranice od 8. ožujka 2016. (Wayback Machine) Znanstveni kolokvij ZKVH o književnosti Hrvata u Mađarskoj, pristupljeno 27. travnja 2010.
- Hrvatski glasnik  Arhivirana inačica izvorne stranice od 21. srpnja 2011. (Wayback Machine)
- Hrvatska matica iseljenika  Arhivirana inačica izvorne stranice od 29. rujna 2011. (Wayback Machine) Dani HMI "Hrvatske knjige izvan Hrvatske"
- Matica hrvatska  Arhivirana inačica izvorne stranice od 21. kolovoza 2007. (Wayback Machine) Stjepan Blažetin: Književnost Hrvata u Mađarskoj od 1918. do danas
- Hrvatska riječ Nepresušno vrelo jezika
- Slobodna Dalmacija Aktivnosti pečuške kroatističke Katedre
- Medijska dokumentacija[neaktivna poveznica] Hrvatska riječ: Praznik knjige u Osijeku
- Klasje naših ravni  Arhivirana inačica izvorne stranice od 21. kolovoza 2007. (Wayback Machine) Stjepan Blažetin: Porcija besmisla - zb(i)rka
- Oktatási és Kulturális Minisztérium  Arhivirana inačica izvorne stranice od 1. lipnja 2010. (Wayback Machine) Okvirni program hrv. jezika i književnosti za dvojezične škole - Djelatnost suvremenih književnika
- Znanstveni Zavod Hrvata u Mađarskoj